# Victor Tedesco Stadion
Het Victor Tedesco Stadion is een voetbalstadion in Ħamrun in Malta. Het stadion werd geopend in 1996. Het heeft een capaciteit van 6.000 plaatsen, waarvan 1,800 zitplaatsen. In het stadion worden thuiswedstrijden gespeeld van de voetbalclub Ħamrun Spartans. Ook trainen alle ploegen van de club hier. Het stadion bezit ook over een bar, ondergrondse kleedkamers, een paar kantoren en een 5v5-terrein vlakbij. 
Op 4 juni 2010 werd er een rugby league wedstrijd gespeeld in het stadion. Malta Knights kwam terug van een 10-0 achterstand halfweg de eerste helft, naar een 30-20 zege tegen Noorwegen om de Rugby League European Federation Bowl te winnen.